# Izabella Trojanowska

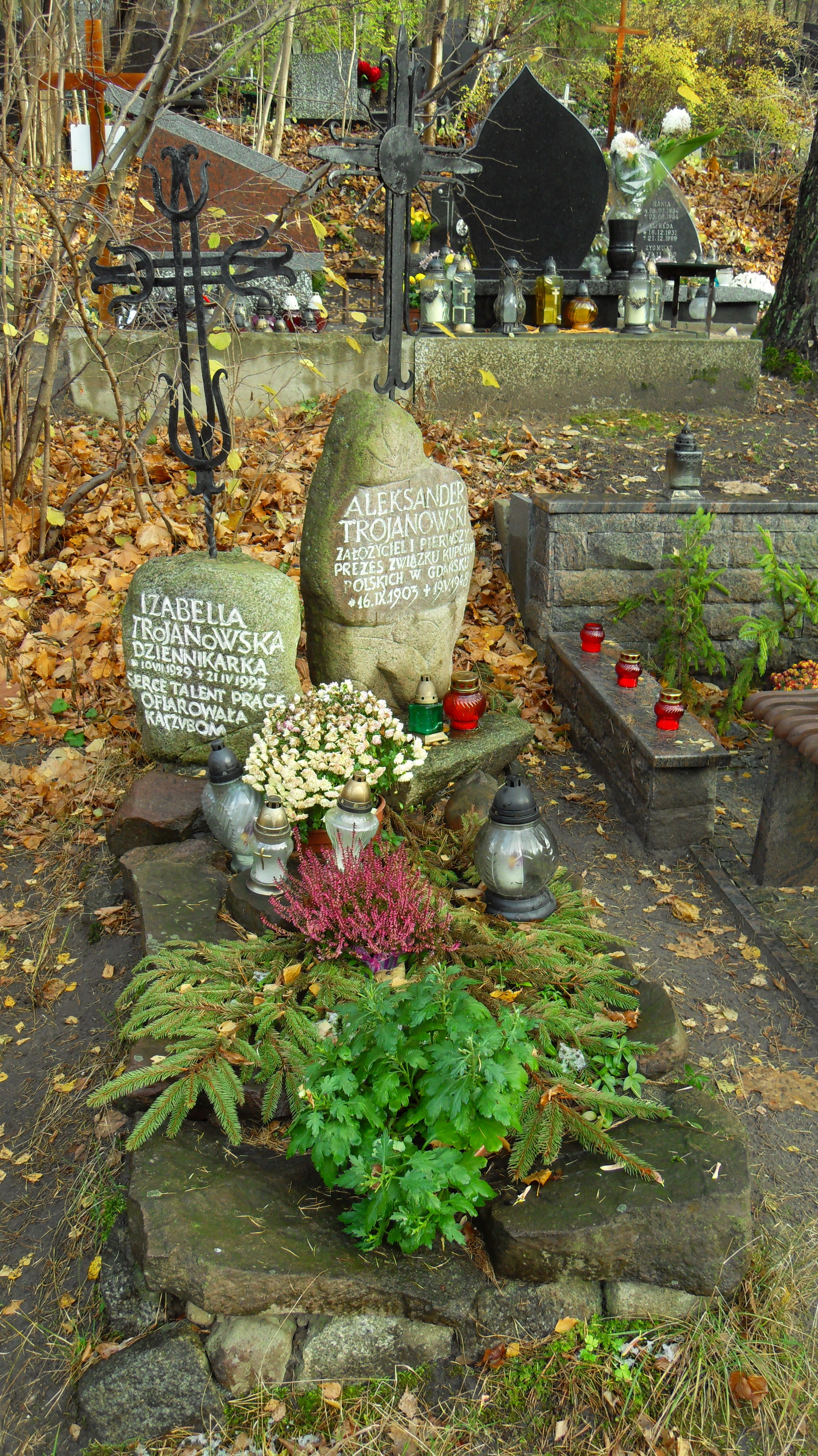
Grób pisarki na gdańskim Srebrzysku

Izabella Trojanowska (ur. 10 lipca 1929 w Gdyni, zm. 21 kwietnia 1995 w Gdańsku) – polska dziennikarka i pisarka, w latach 1980-1983 prezes Zarządu Głównego Zrzeszenia Kaszubsko-Pomorskiego.

## Życiorys
W latach 50. pracowała w Dzienniku Bałtyckim i Głosie Wybrzeża. W roku 1956 była redaktorem naczelnym tygodnika Kontrasty, w roku 1963 redagowała „Biuletyn Zrzeszenia Kaszubsko-Pomorskiego” – przekształcony z czasem w miesięcznik „Pomerania”, w roku 1981 była zastępcą redaktora naczelnego solidarnościowego tygodnika Samorządność. Publikowała też w wielu innych tytułach: „Kotwicy”, „Ziemi i Morzu”, „Kaszëbach”. W roku 1982 przeszła na wcześniejszą emeryturę.
Autorka wielu publikacji związanych z Pomorzem – w szczególności z Kaszubami (ludźmi, jak i ziemią) i Gdańskiem, współautorka (wraz z Różą Ostrowską) Bedekera kaszubskiego , tłumacz literatury kaszubskojęzycznej na język polski. Współpracowała jako publicystka ściśle z Lechem Bądkowskim. Sporo uwagi poświęciła Jadwidze Ptach i haftom kaszubskim. Przez wiele lat zajmowała się sztuką ludową Kaszub i wspierała twórców ludowych. Była inicjatorką, kontynuowanego do dzisiaj konkursu Ludowe talenty. Kierowała także Wydawnictwem Zrzeszenia Kaszubsko-Pomorskiego.
Zainicjowała wydawanie popularnych teczek z wzorami haftów kaszubskich. Była też autorką wielu przewodników turystycznych po Kaszubach. W 1990 roku była twórcą oraz pierwszym redaktorem kaszubskiego programu Rodnô zemia w Telewizji Gdańsk. Redagowała go, aż do śmierci – 21 kwietnia 1995 roku. Po niej przejęli go dwaj jej wychowankowie: Artur Jabłoński i Eugeniusz Pryczkowski.
Szczególną opieką otaczała młode osoby, aktywne w ruchu kaszubsko-pomorskim. Na mocy jej testamentu powołano Fundusz Stypendialny dla młodych dziennikarzy.
Została pochowana na Cmentarzu Srebrzysko w Gdańsku (rejon III, taras I, grób 15/16).

## Twórczość (wyjątki)
- Bedeker kaszubski (wraz z Różą Ostrowską), Wydawnictwo Morskie, Gdańsk 1962, 1974, 1978[5]
- Pojezierze kaszubskie, Wydawnictwo Morskie, Gdańsk 1964
- W kręgu kaszubskich jezior (wraz z Franciszkiem Mamuszką), 1968
- Kościerzyna i ziemia kościerska, 1972
- Order róży wiatrów, 1974
- Kościerzyna i okolice, 1985
- Szwajcaria kaszubska, Warszawa 1987, Wydawnictwo Sport i Turystyka ISBN 83-217-2626-6, Gdańsk 1994, Polnord ISBN 83-86181-05-2.

## Odznaczenia
- Odznaka honorowa „Zasłużonym Ziemi Gdańskiej” (1968)[8]